# Mapi Galán
María del Pilar Martínez Merino más conocida como Mapi Galán (Ponferrada, León, España, 13 de agosto de 1962), es una actriz española.

## Biografía
Una vez finalizados sus estudios en COU y selectividad en 1980, hace hasta 4.º año en la Escuela de Arte de Oviedo, especialidad de cerámica y pintura.
Posteriormente en 1984 se va a vivir a Madrid, donde obtiene el título de azafata, título que nunca utilizó, entró en una agencia de modelos y empezó a realizar sus primeros trabajos en cine.
En este periodo también cantó en un grupo de funky, llamado Suybalen y Terlenka y vivió un tiempo en Londres.
Hasta que grabó Scalps en 1986, su primera película como protagonista, no descubrió que su verdadera vocación era ser actriz. 
Después en 1987 vivió durante seis meses en Japón, trabajando como modelo.
Posteriormente entre 1987 y 1988 trabajó durante un año en Roma y de ahí saltó a París, donde vive siete años, hasta 1995 y trabaja en diversas coproducciones americanas y europeas, rodando en casi toda Europa.
En 1995 rueda durante dos meses en Camboya y a su regreso se queda a vivir en la India. A su vuelta, abandona París y regresa a Madrid, donde estudia dos años en una escuela de interpretación y empieza a trabajar en España, participando en la última temporada de Médico de familia, en Ada Madrina o en Cuéntame cómo pasó.

### Vida privada
Sus padres se llamaban Antonio Martínez García (1926-2013).y María del Carmen Merino Guinea (1929-2024). Es la menor de siete hermanos: Antonio (1952-2009), Javier (†), Carlos, Ana Emma, Enrique y María del Carmen (†)
En 2006 se casó con José Luis Morán, antaño organizador del Festival Internacional de Benicasim, pero años después rompieron su relación. Tiempo más tarde, pasó a mantener una relación sentimental con Rafael Bravo, con el que abrió Depura Ibiza en 2013.

## Trayectoria profesional

### Series de televisión
| Año       | Título                       | Canal                                         | Personaje               | Notas |
| --------- | ---------------------------- | --------------------------------------------- | ----------------------- | --- |
| 1989      | Marco y Laura hace diez años | RAI                                           | Laura                   | TV movie italiana, 2 episodios, 13 de noviembre de 1989 - 20 de noviembre de 1989 |
| 1989      | Valentina                    | Italia 1                                      | Marianna                | Serie de prime time italiana, 1 episodio, 1x08 L'altra 17 de noviembre de 1989 |
| 1990      | La mujer de tu vida          | La 1                                          | Natalie                 | Serie de prime time española, 1 episodio, 1x03 La mujer oriental 23 de febrero de 1990 |
| 1991      | El autoestopista             | USA Network                                   | Adrienne                | Serie de prime time americana, 1 episodio, 6x12 White Slaves 7 de febrero de 1990 |
| 1991      | Navarro                      | TF1                                           | Clelia                  | Serie de prime time francesa, 1 episodio, 3x04 Le bal des gringos 14 de marzo de 1991 |
| 1992      | Contragolpe                  | TF1                                           | Jessica                 | Serie de prime time francesa, 1 episodio, 3x04 Bastille Day Terror 17 de octubre de 1992 |
| 1993      | Los inmortales               | Syndicated, TF1, M6, Italia 1, Canale 5 y RTL | Renee de Tassigny       | Serie de prime time francoestadounidense, 1 episodio, 1x15 For Tomorrow We Die 27 de febrero de 1993 |
| 1993      | Las mareas altas             | TF1                                           | Antonia                 | Miniserie de prime time francesa, 1 episodio, 1x08 27 de agosto de 1993 |
| 1994      | El día que me quieras        | La 2                                          | Elena                   | Serie de prime time española, 1 episodio, 1x07 Las espadas en alto, 30 de noviembre de 1994 |
| 1999      | Médico de familia            | Telecinco                                     | Nuria Cañadas           | Serie de prime time española, 13 episodios, 9x01 UVI 12 21 de septiembre de 1999 - 9x13 Hasta siempre 21 de diciembre de 1999 |
| 1999-2000 | Ada Madrina                  | Antena 3                                      | Gloria                  | Serie de prime time española, 10 episodios, 1x01 Ha llegado un hada 5 de enero de 1999 - 1x04 Más Ada imposible 27 de enero de 1999 y 1x05 Ada presidenta 16 de enero de 2000 - 1x10 ¿Quién escribió Otelo? 27 de febrero de 2000 |
| 2000      | ¡Qué grande es el teatro!    | La 2                                          |                         | Serie española, 1 episodio, La estrella 25 de marzo de 2000 |
| 2000      | La ley y la vida             | La 1                                          | Sonia                   | Serie de prime time española, 13 episodios, 1x01 Rivales y colegas 11 de septiembre de 2000 - 1x13 Terribles secretos 4 de diciembre de 2000 |
| 2006-2007 | Cuéntame cómo pasó           | La 1                                          | Bárbara Gómez de Araujo | Serie de prime time española, 11 episodios, 8x02 Apertura ma non troppo 21 de septiembre de 2006 - 8x04 Mucho calor, muchas risitas y un ataque de flebitis 5 de octubre de 2006, 8x07 La noche de los Rodríguez 26 de octubre de 2006 - 8x09 Una piedra en el camino 9 de noviembre de 2006, 8x11 Todas a la cárcel 23 de noviembre de 2006 - 8x12 Los chicos con las chicas 30 de noviembre de 2006, 8x15 El amor en fuga 28 de diciembre de 2006, 8x20 Más dura será la caída 1 de febrero de 2007 - 8x21 Punto y seguido 8 de febrero de 2007 |

### Cine
| Año  | Título                                              | Personaje                                 | Dirección                                              | Estreno                  | País de origen                                                 |
| ---- | --------------------------------------------------- | ----------------------------------------- | ------------------------------------------------------ | ------------------------ | -------------------------------------------------------------- |
| 1986 | Capullito de alhelí                                 | Raquel                                    | Mariano Ozores                                         | 21 de noviembre de 1986  | España                                                         |
| 1987 | Cara de acelga                                      | Enfermera                                 | José Sacristán                                         | 20 de enero de 1987      | España                                                         |
| 1987 | Scalps                                              | Yarin                                     | Bruno Mattei                                           | 27 de mayo de 1987       | Italia, Alemania y España                                      |
| 1987 | Palla al centro                                     |                                           | Federico Moccia                                        |                          | Italia                                                         |
| 1988 | Catacumbas                                          | Antonia                                   | David Schmoeller                                       | 14 de mayo de 1988       | EE. UU.                                                        |
| 1988 | Lluvia de otoño                                     |                                           | José Ángel Rebolledo                                   | 22 de noviembre de 1988  | España                                                         |
| 1989 | Bestia asesina                                      | Susanna                                   | Ruggero Deodato                                        | 22 de junio de 1989      | Italia                                                         |
| 1990 | El tesoro de las Islas Chiennes                     | Ada Della Cistereia                       | F. J. Ossang                                           | 16 de noviembre de 1990  | Francia y Portugal                                             |
| 1990 | El compañero de viaje                               | Hexe                                      | Ludvík Ráza                                            |                          | Italia, Austria, Francia, Alemania Occidental y Checoslovaquia |
| 1991 | Las dos caras del Crimen (Mörderische Entscheidung) | Christine                                 | Oliver Hirschbiegel                                    | 15 de diciembre de 1991  | Alemania, España, Italia y Países Bajos                        |
| 1992 | ¿Significa que estamos casados?                     | María                                     | Carol Wiseman                                          | 29 de enero de 1992      | Francia y EE. UU.                                              |
| 1993 | Maldita suerte (Corto)                              |                                           | José María Borrell                                     |                          | España                                                         |
| 1994 | El detective y la muerte                            | Laura                                     | Gonzalo Suárez                                         | 30 de septiembre de 1994 | España                                                         |
| 1994 | Juegos peligrosos                                   | Claret                                    | Adolf Winkelmann                                       | 25 de noviembre de 1994  | Alemania                                                       |
| 1995 | Mujeres a flor de piel                              | Carmen                                    | Patrick Alessandrin y Lisa Azuelos                     | 25 de enero de 1995      | Francia                                                        |
| 1995 | Las mujeres y los niños primero                     | María                                     | Sandra Joxe                                            | 17 de abril de 1995      | Francia                                                        |
| 1995 | La ciudad de los niños perdidos                     | Lune                                      | Jean-Pierre Jeunet y Marc Caro                         | 17 de mayo de 1995       | Francia, Alemania y España                                     |
| 1995 | Mujer de pasiones                                   | Victoria                                  | Bob Swaim                                              | 20 de mayo de 1995       | Francia                                                        |
| 1996 | Niños bastardos                                     | Mujer del aeropuerto                      | Tonie Marshall                                         | 3 de abril de 1996       | Francia                                                        |
| 1996 | Policía corrupto                                    | Romina                                    | Carlos Galettini                                       | 13 de junio de 1996      | Argentina                                                      |
| 1996 | La lengua asesina                                   | Rita                                      | Alberto Sciamma                                        | 15 de noviembre de 1996  | España y Reino Unido                                           |
| 1997 | Ellas                                               | Raquel                                    | Luís Galvão Teles                                      | 17 de octubre de 1997    | Bélgica                                                        |
| 1997 | La guerra de Gastón                                 | Veronique                                 | Robbe De Hert                                          | 23 de octubre de 1997    | Bélgica                                                        |
| 1998 | Agujetas en el alma                                 | Mapi                                      | Fernando Merinero                                      | 14 de agosto de 1998     | España                                                         |
| 1999 | Shacky Carmine                                      | Toni Mad                                  | Chema de la Peña                                       | 10 de septiembre de 1999 | España                                                         |
| 1999 | París-Tombuctú                                      | Esposa de Michel des Assantes             | Luis García Berlanga                                   | 10 de septiembre de 1999 | España                                                         |
| 1999 | La gran familia... 30 años después                  |                                           | Pedro Masó                                             | 25 de diciembre de 1999  | España                                                         |
| 2000 | Papá es un ídolo                                    | Ángela                                    | Juan José Jusid                                        | 1 de junio de 2000       | Argentina                                                      |
| 2001 | Diminutos del calvario (Corto)                      | Mujer (segmento "¿Sabes que día es hoy?") | Juan Antonio Bayona, Chiqui Carabante y Rodrigo Cortés | 25 de junio de 2001      | España                                                         |
| 2001 | Bellas durmientes                                   | Emma                                      | Eloy Lozano                                            | 9 de noviembre de 2001   | España                                                         |
| 2001 | La noche de mi mal (Corto)                          |                                           | Miguel G. Bergareche                                   |                          | España                                                         |
| 2002 | Buscando a Chencho (Corto)                          |                                           | Kepa Sojo                                              | 9 de mayo de 2002        | España                                                         |
| 2002 | Ángel (Corto)                                       | Judith y Ángel                            | Denis Rovira van Boekholt                              |                          | España y EE. UU.                                               |
| 2005 | Soldado de Dios                                     | Soheila                                   | W. D. Hogan                                            | 28 de octubre de 2005    | EE. UU.                                                        |
| 2008 | Gracia Salvaje                                      | Simone Lippe                              | Tom Kalin                                              | 25 de enero de 2008      | Francia, España y EE. UU.                                      |
| 2008 | Se ven de                                           |                                           | Ella misma                                             |                          | España                                                         |
| 2015 | Sonata para violonchelo                             | Laura                                     | Anna Maria Bofarull                                    | 23 de abril de 2015      | España                                                         |